# Siedliska (rejon jaworowski)
Siedliska (ukr. Оселя) – wieś na Ukrainie, w rejonie jaworowskim obwodu lwowskiego.

## Historia
Dawniej wieś w powiecie jaworowskim.